# Anogramma reichsteinii
Anogramma reichsteinii là một loài dương xỉ trong họ Pteridaceae. Loài này được Fraser-Jenk. mô tả khoa học đầu tiên năm 1997.